# Platymantis
Platymantis är ett släkte av groddjur. Platymantis ingår i familjen Ceratobatrachidae.

## Dottertaxa tillPlatymantis, i alfabetisk ordning[1]
- Platymantis acrochordus
- Platymantis aculeodactylus
- Platymantis adiastolus
- Platymantis admiraltiensis
- Platymantis akarithymus
- Platymantis banahao
- Platymantis batantae
- Platymantis bimaculatus
- Platymantis boulengeri
- Platymantis browni
- Platymantis bufonulus
- Platymantis cagayanensis
- Platymantis cheesmanae
- Platymantis cornutus
- Platymantis corrugatus
- Platymantis cryptotis
- Platymantis desticans
- Platymantis diesmosi
- Platymantis dorsalis
- Platymantis gilliardi
- Platymantis guentheri
- Platymantis guppyi
- Platymantis hazelae
- Platymantis indeprensus
- Platymantis insulatus
- Platymantis isarog
- Platymantis latro
- Platymantis lawtoni
- Platymantis levigatus
- Platymantis luzonensis
- Platymantis macrops
- Platymantis macrosceles
- Platymantis magnus
- Platymantis mamusiorum
- Platymantis mimicus
- Platymantis mimulus
- Platymantis montanus
- Platymantis myersi
- Platymantis nakanaiorum
- Platymantis naomii
- Platymantis neckeri
- Platymantis negrosensis
- Platymantis nexipus
- Platymantis paengi
- Platymantis panayensis
- Platymantis papuensis
- Platymantis parilis
- Platymantis parkeri
- Platymantis pelewensis
- Platymantis polillensis
- Platymantis pseudodorsalis
- Platymantis punctatus
- Platymantis pygmaeus
- Platymantis rabori
- Platymantis rhipiphalcus
- Platymantis schmidti
- Platymantis sierramadrensis
- Platymantis solomonis
- Platymantis spelaeus
- Platymantis subterrestris
- Platymantis sulcatus
- Platymantis taylori
- Platymantis weberi
- Platymantis vitianus
- Platymantis vitiensis
- Platymantis wuenscheorum